# Józef Franciszek Łęski
Józef Franciszek Stanisław Łęski (ur. 2 kwietnia 1760 Małych Łanach k. Żarnowca, zm. 13 lipca 1825 w Warszawie) – polski astronom i matematyk, malarz i rytownik.

## Życiorys
Urodził się w 2 kwietnia 1760 w Małych Łanach jako syn Jerzego Antoniego i Barbary z domu Łukowskiej. Ojciec jego był pułkownikiem wojsk koronnych. W wieku lat dwunastu zostaje uczniem Szkoły Rycerskiej w Warszawie. Nauki pobiera wraz z Jasińskim, Sokolnickim i Kościuszką. Kończy szkołę jako absolwent i rozpoczyna w niej pracę jako wykładowca. Prowadzi zajęcia z matematyki elementarnej, miernictwa i rysowania map.
Bierze udział w Powstaniu Kościuszkowskim w stopniu majora jako adiutant T.Kościuszki.
Dostaje się do niewoli pruskiej i rok był uwięziony w Nissie. 
Po zwolnieniu wraca do kraju pieszo, zwiedzając po drodze galerię w Dreźnie i w Berlinie.
Dociera do Krakowa i zostaje mianowany profesorem matematyki w Krakowskiej Szkole Głównej.
W 1803, po wyjeździe Jana Śniadeckiego do Wilna, obejmuje funkcję dyrektora obserwatorium astronomicznego oraz profesora astronomii i matematyki wyższej w Krakowie.
W następnym roku w Warszawie obejmuje posadę profesora matematyki i fizyki w powstałym Liceum Warszawskim. W latach 1809–1811 przebywał w Paryżu i studiował w Collège de France.
Był członkiem Warszawskiego Towarzystwa Przyjaciół Nauk oraz Krakowskiego Towarzystwa Naukowego.
Żonaty z Katarzyną z domu Hube, miał piątkę dzieci: Stanisława, Adama, Edwarda, Józefę i Teklę. 
Zmarł 13 lipca 1825 w Warszawie i pochowany został na cmentarzu Powązkowskim.

## Twórczość
Jest autorem rozprawy o sztuce: "O piękności w sztukach a szczególniej w malarstwie" drukowanej w rocznikach towarzystwa naukowego krakowskiego w 1817. 
Do najważniejszych jego prac można zaliczyć:
- "Teoretyczna i praktyczna nauka żołnierskich rozmiarów czyli miernictwo wojenne", przekład z angielskiego, uzupełniony przez Łęskiego, Warszawa, 1790,
- "Darstellung der sumtlichen Theile der Mathematik" Kraków, 1801,
- "Rozprawa o nauce przyrodzenia" Kraków, 1811,
- "Rozprawa o zaćmieniach z ich zastosowaniami" Kraków, 1818,
- "Observationes Astronomicae" Kraków, 1813,
- "Rozprawa o konstellacyjach" Kraków, 1822.